# Malé dějiny československé (1867–1939)
Malé dějiny československé (1867–1939) (ISBN 978-80-7363-146-8) je kniha českého historika Zdeňka Kárníka, která vyšla v roce 2007 v pražském nakladatelství Dokořán. Na pěti stech tiskových stran předkládá obraz formování, vzniku, rozvoje a zániku prvního československého státu, tedy období posledních desetiletí habsburského mocnářství, První a Druhé československé republiky. Kniha není jen zhuštěnou verzí předchozí Kárníkovy trilogie České země v éře První republiky (1918–1938), jakkoli z ní zčásti samozřejmě vychází: časový i regionální záběr Malých dějin je širší, obrazový doprovod publikace podstatně bohatší a obsáhleji komentovaný, styl se od jazyka historické vědy přiklání k pojetí esejističtějšímu. Ostatně nejen vylíčení dějin, ale myšlení o nich a je pro autorovy práce příznačné.

## Struktura
Základní dělení výkladu obstarávají čtyři „hlavy“: První se zabývá založením republiky (jako „východiskem z nouze“ národů, které původně zamýšlely „dotlačit vládnoucí kruhy Rakouska-Uherska k tomu, aby mnohonárodní mocnářství bez většinového národa plnilo roli ochránce všech svých národů a ručilo za možnosti jejich rozvoje“) a cestami k němu vedoucími, a to v mezinárodním kontextu (národních a bolševických převratů rozvracejících Rakousko-Uhersko). Hlava druhá se věnuje hospodářským a sociálním poměrům v nové zemi, „malému československému blahobytu“ ve 20. letech a politickému „pilířovému“ a národnostnímu uspořádání československé demokracie, problematické otázce Slovenska a tématům jako sport, věda tramping a skauting (i ten byl totiž, podobně jako sportovní organizace, zatažen do budování pro První republiku typických stranicko-politických komplexů – „pilířů“, jakýchsi „pyramid“ nejrůznějších organizací a institucí zajišťujících jednotlivým politickým stranám vliv a finanční zdroje). Třetí hlavu vyplňuje popis dopadu hospodářské krize, přípravy na obranu republiky a narůstající, čím dál vypjatější boj o přežití v období nástupu Henleinovy Sudetoněmecké strany. Čtvrtá hlava pak líčí krátkou historii a poměry Druhé republiky.

## Témata
Jakkoli autor nezastírá řadu chyb a nedostatků prvorepublikové demokracie, v níž nakonec „kapky jedu“ byly obsaženy již od samého jejího zrození (připomeňme např. vázané kandidátky, zmíněné pilířové uspořádání, zahrnující pestrou škálu organizací od družstev a bank po sportovní, vzdělávací a mládežnické či kulturní instituce a periodika, či neschopnost „instalovat samosprávu zemských útvarů“, nerovnoměrný dopad krize se zvláště tíživým vyústěním v německých oblastech aj.), příčinu jejího rozkladu a konce spatřuje v okolnostech mezinárodněpolitických: agresivním tlaku nacistického Německa a politice appeasementu západních mocností, která mu nebyla schopna účinně čelit. Lze tak nakonec říci, že jako se První republika zrodila svým způsobem v důsledku germanizačního tlaku v monarchii za první světové války a jako reakce na něj a německý projekt Mitteleuropy, tak pod náporem německé, nyní ovšem hitlerovské politiky zaniká.
Při všech výhradách pak ocenění zasluhuje role, již sehrály prvorepublikové elity, byť na úspěchy „zlatých let“ budování státu (patří mezi ně i „mise“ na Slovensku a Podkarpatské Rusi) navázaly čím dále defenzivnější „hrou o přežití“ během třicátých let. Druhá republika je pak deziluzivním vyústěním tohoto marného boje: při všech totalizujících tendencích a společenském i kulturním marasmu se v ní stále projevuje snaha „zachovat z prvorepublikové demokracie mikroskopické minimum“.
Vzhledem k odbornému zaměření Zdeňka Kárníka nepřekvapí, že vedle dějin politických spočívá značný důraz na erudovaném vyobrazení hospodářského a sociálního vývoje. Obsáhlý výklad pak autor věnuje armádě a přípravě na obranu republiky, otázce národů na území státu žijících, ale v textu i obrazovém doprovodu své místo dostávají i sport, móda či design, věda i publicistika nebo právo.
Knihu doplňuje rejstřík ve formě stručných medailonů osobností v něm zahrnutých, přehled vlád, přehled literatury a pramenů a seznamy vyobrazení a, tabulek, map a zkratek.